# Pasiteles

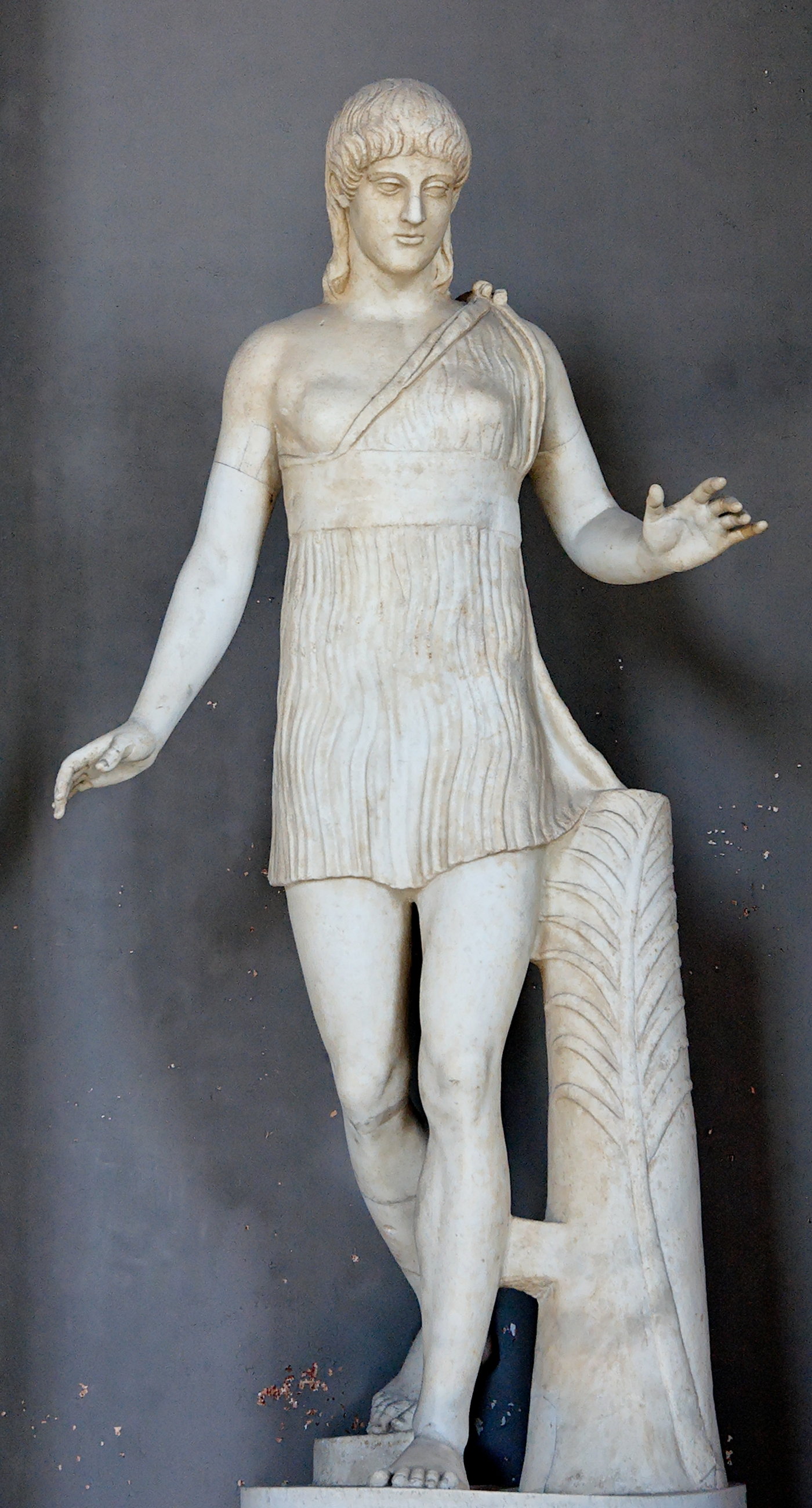
Tzw. Atalanta, dzieło ze szkoły Pasitelesa

Pasiteles (Πασιτέλης) – rzeźbiarz grecki, tworzący w I wieku p.n.e.
Pochodził z Wielkiej Grecji, w 90/89 p.n.e. nabył obywatelstwo rzymskie. Tworzył w marmurze, srebrze i chryzelefantynie. Żadne z jego dzieł nie zachowało się. Był autorem m.in. chryzelefantynowego posągu Zeusa dla świątyni Metellusa. Tworzył w oparciu o wykonane wcześniej modele gliniane, rozpowszechnił również metodę mechanicznego kopiowania oryginałów przy pomocy gipsowych odlewów. Był także teoretykiem sztuki, napisał niezachowany 5-tomowy przewodnik po największych arcydziełach swoich czasów.
Założył działającą w Rzymie szkołę eklektyków, której twórczość ukształtowała gusta estetyczne epoki. Do jego najwybitniejszych uczniów należeli Stefanos i Menelaos.